# Amala Shankar
Amala Shankar (en bengalí: অমলা শংকর; née Nandy, 27 de junio de 1919 – 24 de julio de 2020) fue una bailarina india. Fue esposa del bailarín y coreógrafo Uday Shankar y madre del músico Ananda Shankar y de la bailarina y actriz Mamata Shankar, y cuñada del músico Ravi Shankar. Amala es famosa por actuar en la película Kalpana, que fue escrita, producida y dirigida por su esposo Uday Shankar. Shankar murió el 24 de julio de 2020 en Bengala Occidental, Calcuta, India a los 101 años.

## Biografía

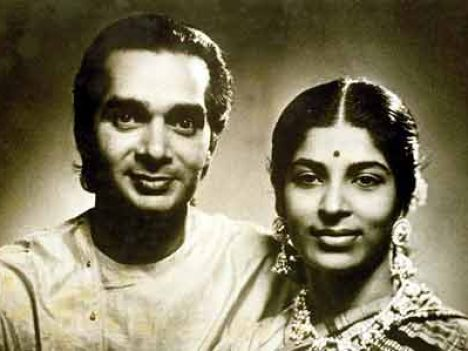
Uday Shankar y Amala Shankar en 1941

Amala Shankar nació como Amala Nandy en 1919. Su padre, Akhoy Kumar Nandy, quería que sus hijos se interesarían por la naturaleza y los pueblos. En 1931, cuando tenía 11 años, fue a la Exposición Colonial Internacional en París. Donde conoció a Uday Shankar y a su familia. La madre de Uday Shankar, Hemangini Devi, le regaló un sari para que se lo pusiera. Donde se unió al grupo de baile de Uday Shankar y de ahí empezó a actuar por todo el mundo.
En 1939, mientras estaba en Chennai con el grupo de baile de Uday Shankar, llegó un momento por la noche y Amala le propuso matrimonio a Uday Shankar. La pareja se casó en 1942. Su primer hijo, Ananda Shankar, nació el 11 de diciembre de 1942. Mientras que su segunda hija, Mamata Shankar, nació el 7 de enero de 1955. Uday Shankar y Amala Shankar fue una de las parejas de baile más populares durante mucho tiempo. Sin embargo, Uday Shankar tenía una relación sentimental con una joven de su compañía, por lo que produjo Chandalika sin Amala. Uday Shankar murió en 1977. En sus últimos años, la pareja vivía por separado. En 2012, Amala Shankar todavía seguía activa y vivía junto con su hija Mamata y su nuera Tanusree Shankar. Shankar era cuñada de Ravi Shankar, quién era sitarista. Shankar permaneció activa hasta sus 90 años, su última actuación fue en un drama de Sita Swayamvar cuando tenía 92 años, donde interpretó al rey Janaka.

## Kalpana

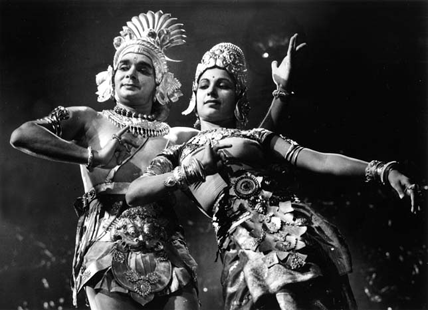
Uday Shankar y Amala Shankar en una escena de Kalpana (1948).

Amala Shankar actuó en la película Kalpana (1948). Fue escrita, producida y dirigida por Uday Shankar, quién también apareció en la película. Amala interpretó a Uma en la película. Cuando Amala asistió al Festival Internacional de Cine de Cannes de 2012, dijo en una entrevista: "Era la actriz más joven en el Festival de Cine de Cannes... Estoy volviendo a visitar el Festival de Cannes después de 81 años..."

## Filmografía
| Año  | Cine    | Director     | Coestrellas                 |
| ---- | ------- | ------------ | --------------------------- |
| 1948 | Kalpana | Uday Shankar | Lakshmi Kanta, Uday Shankar |